# Cyklohexen
Cyklohexen är en cykloalken med formeln C6H10.

## Framställning
Cyklohexen framställs genom ofullständig hydrogenering av bensen (C6H6).
{\displaystyle {\rm {C_{6}H_{6}+2\ H_{2}\rightarrow C_{6}H_{10}}}}

## Användning
Förutom att cyklohexen används som lösningsmedel används det också för att tillverka bl.a. cyklohexanol, cyklohexanon och kaprolaktam.